# Grenoble INP
Das Institut polytechnique de Grenoble oder Grenoble INP − UGA vereint acht französische Ingenieurshochschulen und zwei integrierten Vorbereitungsklassen in Grenoble und Valence. Es ist seit 2007 Bestandteil der Université Grenoble Alpes (UGA), agiert im Rahmen eines grand établissement aber weitgehend unabhängig. Als Nachfolgerin des Institut national polytechnique de Grenoble gehört das Grenoble INP auch zur Groupe INP. Das Institut ist sehr selektiv und zählt zur Spitze der Technologiehochschulen in Frankreich.
Das Grenoble INP umfasst folgende acht grandes écoles:
- École nationale supérieure de l’énergie, l’eau et l’environnement (Ense3)
- École nationale supérieure d’informatique et de mathématiques appliquées (Ensimag)
- École nationale supérieure d’ingénieurs des systèmes avancés et réseaux (Esisar)
- École nationale supérieure de génie industriel (Génie industriel)
- École internationale du papier, de la communication imprimée et des biomatériaux (Pagora)
- École nationale supérieure de physique, électronique et Matériaux (Phelma)
- École polytechnique universitaire de l'Institut Polytechnique de Grenoble (Grenoble Polytech)
- Institut d'administration des entreprises de Grenoble (Grenoble IAE)

Mit Ausnahme der Esisar in Valence liegen alle Hochschulen in Grenoble auf den Campi in Domaine universitaire in Saint-Martin-d’Hères oder/und der Prèsqu'île scientifique in Grenoble.
Am Grenoble INP sind 41 Forschungslabore angesiedelt, die zum großen Teil mit dem CNRS, der Universität Grenoble, dem CEA oder dem INRIA gemeinsam betrieben werden. Sie decken ein breites Spektrum von Energieforschung, Materialien, Informationstechnologie, Management, Bauwesen, bis hin zu Mikro- und Nanotechnologien ab.

## Geschichte
Am 1. April 1899 veröffentlichte Émile Boirac, der Präsident der Universität Grenoble, einen Aufruf zur Gründung einer Ingenieurshochschule an der Schnittstelle von Forschung und Industrie. Am 27. April 1900 bildete sich schließlich eine Gründungskampagne mit Mitteln von Industriellen, der Universität, und staatlicher Stellen. Wegen der fortgeschrittenen Entwicklung der Wasserkraftelektrizität bestand ein großer Bedarf and Hydraulikexperten, sodass am 11. März 1901 im Anbau des heutigen Lycee Stendhal ein Elektrotechnisches Institut (Institut électrotechnique) eingeweiht wurde. Nachdem sich im ersten Jahr nur 11 Studenten immatrikulierten, verdoppelten sich die Studentenzahlen fast jedes darauffolgende Jahr. 1906 und 1907 wurde das Bildungangebot von Elektrotechnik jeweils auf Hydraulik sowie Elektrochemie und Elektrometallurgie erweitert. Wegen des zunehmenden Platzbedarfs zog das Institut 1908 in eine ehemalige Lampenfabrik um.

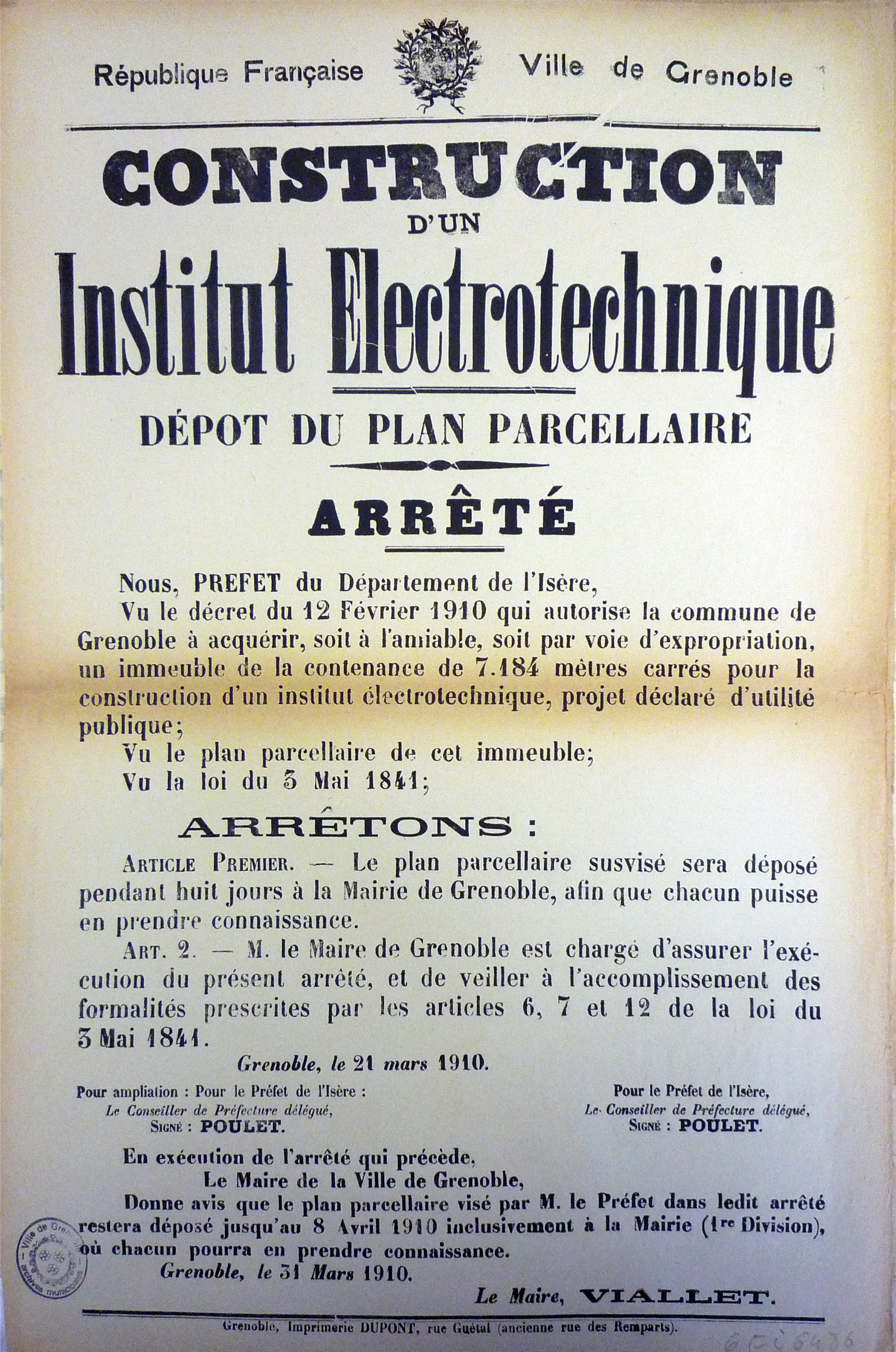

1907 wurde unabhängig vom Elektrotechnischen Institut dank einer Landspende des Grenobler Industriellen Casimier Brenier die École française de papeterie eröffnet. Mit einer zweiten Geldspende konnten sich beide Institute auf dem 2.024 m2 großen Gelände mit geräumiger Werkshalle ansiedeln. 1913 benannte sich das Institut électrotechnique infolge seiner breiteren Tätigkeit in Institut polytechnique de l'Université de Grenoble um. Mit Unterbrechung während des Ersten Weltkrieges und der Nutzung als Militärkrankenhaus fuhr der Lehrbetrieb nach dem Krieg mit 700–800 Studenten fort. Mit der Internationalen „Wasserkraft- und Tourismus-Ausstellung“ von 1925 stieg das weltweite Interesse an Wasserkraftelektrizität beträchtlich und über eine Millionen Besucher besuchten Grenoble.
Während des Zweiten Weltkriegs blieb Grenoble Teil der Freien Zone und wurde damit zum Zufluchtsort für viele Wissenschaftler wie Louis Néel aus dem besetzen Norden. Nach der italienischen Besetzung vom November 1942 bis September 1943 besetzten deutsche Truppen die Stadt. Faschistische Milizionäre aus der weiteren Region ermordeten den entlassenen Institutsdirektor und Dekan für Naturwissenschaften René Gosse und dessen Sohn Jean. Sein Nachfolger Félix Esclangon richtete auf Anweisung der Vichy-Behörden ein Studiengang für Kerntechnik ein.
1945 folgte Néel als Direktor und Professor Jean Kuntzmann gründete eine Recheninstitut und erhielt 1957 mit dem Gamma Extension Tambour der Bull S.A. den ersten digitalen Computer an einer französischen Universität. Im Jahr 1956 wurde Néel zusätzlich zum Direktor des zukünftigen Kernforschungszentrums, der späteren CEA-Niederlassung auf der Wissenschaftshalbinsel, ernannt.
Nach den Studentenunruhen der 1969er erfuhr das französische Hochschulwesen mit dem loi Faure eine grundlegende Umgestaltung. Während die Universitäten in Fachbereiche aufgespalten wurden, schuf die Regierung drei Instituts nationaux polytechniques (INP) in Grenoble, Lothringen und Toulouse als universitätsgleiche Dachorganisationen der jeweiligen Ingenieurshochschulen. Das Institut national polytechnique de Grenoble umfasst zu diesem Zeitpunkt die sechs Abteilungen Institut d'électrochimie et d'électrométallurgie (IEE), Institut polytechnique de Grenoble (IPG), École d'ingénieurs hydrauliciens (EIH), École française de papeterie (EFP), École nationale supérieure d'électronique et de radioélectricité de Grenoble (ENSERG) und die École nationale supérieure d'informatique et de mathématiques appliquées de Grenoble (ENSIMAG).
Während des Aufschwungs der integrierten Schaltkreise installierten die Universität Grenoble und das INP eine gemeinsame Mikroelektronik-Forschungsplattform. 1981 öffnete das Centre interuniversitaire de microélectronique (CIME) mit Reinraum seine Pforten.

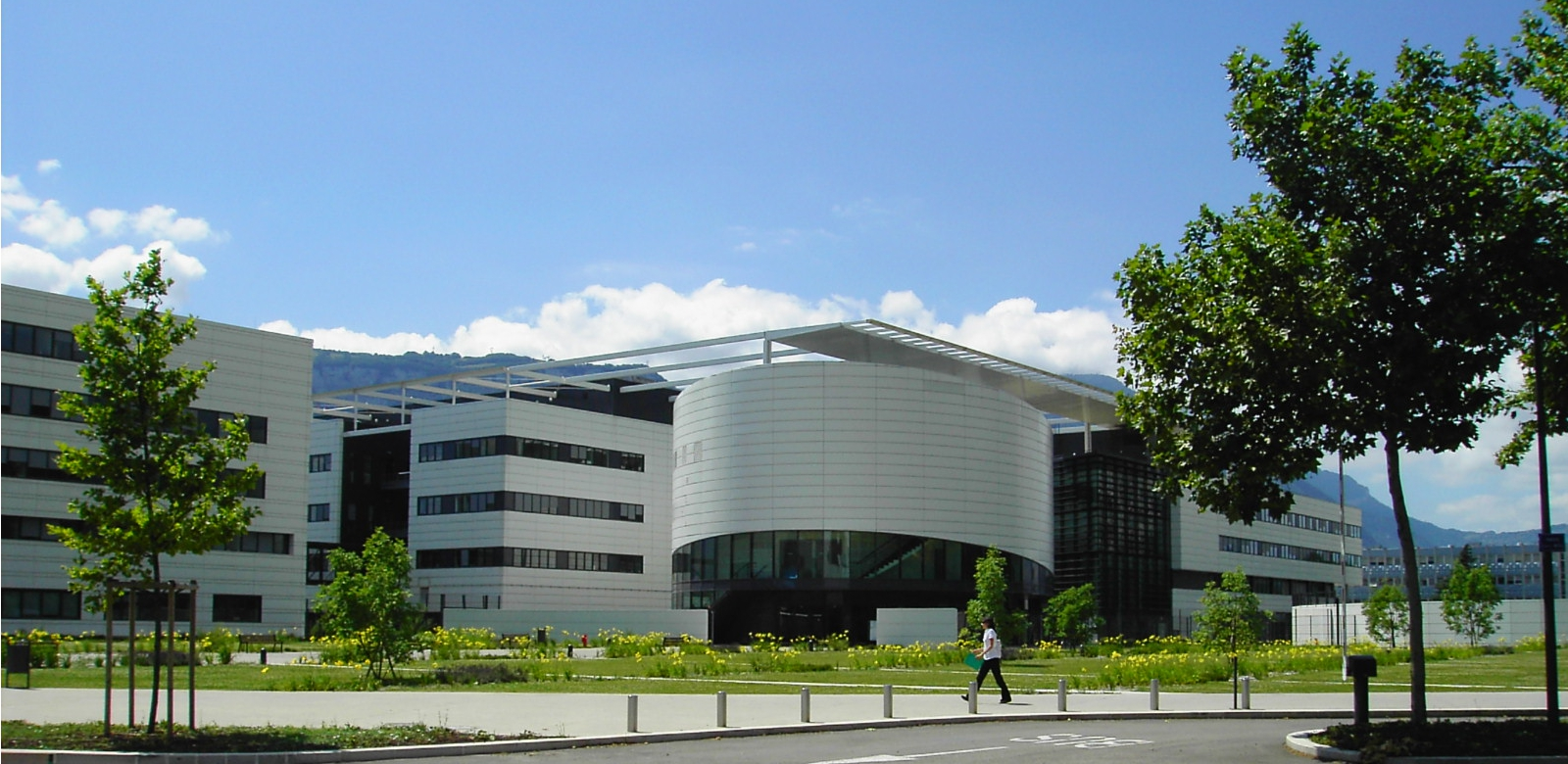
Minatec

1985 erweiterte sich das Grenoble INP um die École nationale supérieure de physique (ENSPG), 1990 um die École nationale supérieure de génie industriel (ENSGI) und 1995 in Valence die École supérieure d'ingénieurs en systèmes industriels avancés Rhône-Alpes (ESISAR).

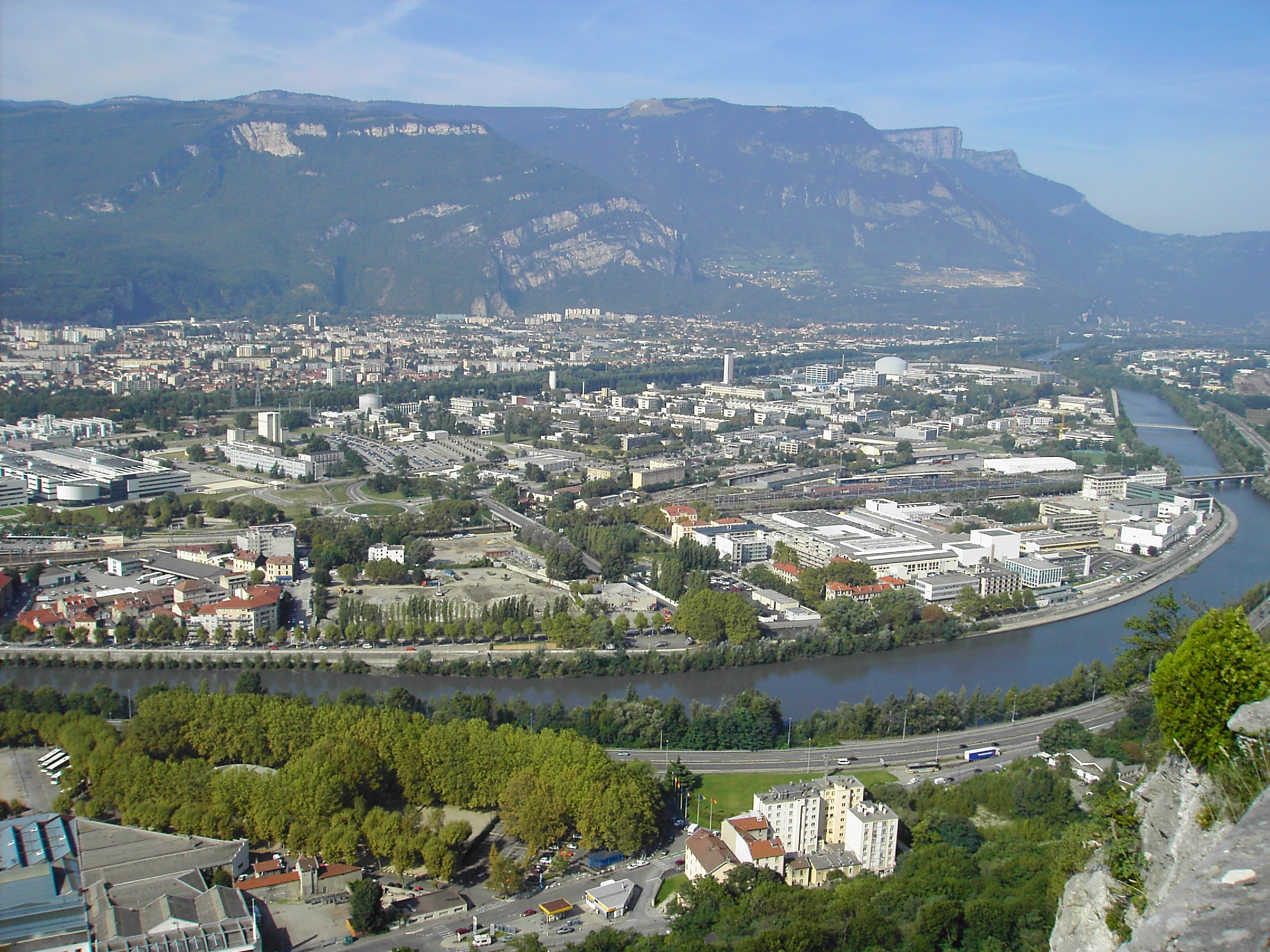
Prèsqu'île scientifique

2002 schlossen sich das Grenoble INP mit der Grenoble École de Management, der Universität Grenoble, dem CNRS, CEA, ESRF, Institut Laue-Langevin und dem Institut de biologie structurale zur Allianz GIANT (Grenoble innovation for advanced new technologies) zusammen. Dieser Zusammenschluss vereinigt alle staatlichen Forschungseinrichtungen auf der Prèsqu'île scientifique. Stand 2014 erzeugte GIANT fast 5.000 wissenschaftliche Veröffentlichungen und meldete 550 Patente an.

## Bildungsangebot

### Integrierte Vorbereitungsklassen
Für die grandes écoles, die in etwa einer Fachhochschule entsprechen, muss der Kandidat eine von mehreren landesweiten Zulassungsexamen absolvieren. Die Vorbereitung darauf findet in sogenannten classes préparatoires statt, die anschließend zum Baccalauréat an einigen großen Gymnasien oder bei spezialisierten Anbietern in einem Zeitraum von zwei Jahren stattfinden. Die Ausbildung ist eher generalistisch gehalten und berücksichtigt nur zum Teil den späteren Berufswunsch. Das typische Zulassungsexamen für das Grenoble INP ist der concours commun des instituts nationaux polytechniques (CCINP). Alternativ kann sich der Studienanwärter direkt nach dem Baccalauréat direkt an den integrierten Vorbereitungsklassen La Prépa des INP einschreiben und über kontinuierliche Leistungsermittlung während zwei Vorbereitungsjahre die Zulassung für eine Wunschschule der Groupe INP erlangen. Weniger verbreitet ist die Zulassung nach einem Bachelor universitaire de technologie (BUT).

### Ingenieursdiplom
Nach der Zulassung absolviert der Ingenieursstudent ein Jahr grundständiges Studium an seiner Ingenieursschule und beendet damit sein Bachelor-Niveau. Anschließend findet über zwei Jahre die Spezialisierung mit Wahlfächern, Betriebspraktika und einem Abschlusspraktikum statt. Dies führt zum Diplôme d’Ingénieur, was inhaltlich einem Master of Engineering entspricht. Das Grenoble INP bietet 34 Spezialisierungen an.

### Master
In Kooperation mit der Universität Grenoble werden auch Mastergrade in 13 Fachrichtungen verliehen. Als Besonderheit können die von der Conférence des Grandes Écoles akkreditierten Mastères Spécialisés® „Management et Marketing de l'Energie“  oder „Big Data“ in Zusammenarbeit mit der Grenoble École de Management erlangt werden.

### Doktorat
Die Universität Grenoble verleiht Doktorgrade sowie Habilitationen für Forschungsarbeiten des Grenoble INP. Dabei sind die Doktoranden vollständig in die universitären Doktorandenschulen und Prüfungsverfahren eingebunden.

## Direktoren
- 1901–1904: Joseph Pionchon
- 1904–1928: Louis Barbillion
- 1928–1940: René Gosse
- 1940–1951: Félix Esclangon
- 1951–1975: Louis Néel
- 1976–1981: Philippe Traynard
- 1981–1986: Daniel Bloch
- 1987–1992: Georges Lespinard
- 1992–1997: Maurice Renaud
- 1997–2002: Yves Brunet
- 2002–2012: Paul Jacquet
- 2012–2017: Brigitte Plateau
- 2017–2024: Pierre Benech
- seit 2024: Vivien Quéma

## Partnerhochschulen
Das Grenoble INP ermöglicht der assoziierten École d'ingénieurs de l'université de Toulon (SeaTech) vereinfachte Studentenmobilität und gemeinsame Studienabschlüsse.
Mit folgenden 43 Partnerhochschulen in allen Teilen der Welt existieren Doppelabschlussprogramme:
| Land                | Hochschulen |
| ------------------- | --- |
| Deutschland         | FH Münster Hochschule Offenburg Karlsruher Institut für Technologie                                                                                         |
| Argentinien         | Universidad Nacional de Cuyo |
| Brasilien           | Instituto Nacional de Telecomunicações Universidade de São Paulo Universidade Estadual de Campinas Universidade Estadual Paulista „Júlio de Mesquita Filho“ |
| Burkina Faso        | Institut International d'Ingénierie de l'Eau et de l'Environnement                                                                                          |
| Kamerun             | Université de Yaoundé I |
| Kanada              | Concordia University École Polytechnique de Montréal École de Technologie Supérieure École nationale d'administration publique                              |
| Volksrepublik China | Jiaotong-Universität Shanghai Sun-Yat-Sen-Universität |
| Kolumbien           | Universidad del Norte Universidad Nacional de Colombia |
| Elfenbeinküste      | Institut National Polytechnique „Houphouet Boigny“ |
| Spanien             | Universitat Politècnica de Catalunya |
| Vereinigte Staaten  | Georgia Institute of Technology Illinois Institute of Technology Northern Arizona University                                                                |
| Finnland            | Aalto-yliopisto |
| Indien              | Amrita University |
| Italien             | Politecnico di Milano Politecnico di Torino |
| Japan               | Universität Tsukuba |
| Libanon             | Université Libanaise |
| Marokko             | École Hassania des Travaux Publics Institut National des Postes et Telecommunications de Rabat                                                              |
| Mexiko              | Universidad Autónoma de Nuevo León |
| Norwegen            | Norges Teknisk-Naturvitenskapelige Universitet |
| Portugal            | Universidade de Lisboa |
| Rumänien            | Polytechnische Universität Bukarest |
| Senegal             | Ecole Supérieure Multinationale des Télécommunications |
| Schweden            | Kungliga Tekniska högskolan |
| Schweiz             | École Polytechnique Fédérale de Lausanne |
| Tunesien            | École Nationale d'Ingénieurs de Sousse École Nationale d'Ingénieurs de Tunis                                                                                |
| Vietnam             | Ho Chi Minh City University of Technology |

Darüber hinaus ist das Grenoble INP in den Erasmus+-Austausch eingebunden, Mitglied im Magalhães-Konsortium, sowie mehreren Austauschverbänden mit der frankophonen Welt, Québec, Ontario, Vietnam, und China.

## Persönlichkeiten

### Absolventen
- Cyril Abiteboul, Motorsport-Manager
- Aurélien Barrau, Astrophysiker
- Reinhard Brandl, deutscher Politiker
- Alain Colmerauer, Informatiker
- Jean-Jacques Favier, Astronaut
- Loïk Le Floch-Prigent, Manager
- Hubert Girault, Chemiker
- Marie-Louise Paris, Ingenieurin
- Éric Piolle, Bürgermeister von Grenoble
- Joseph Sifakis, Informatiker und Turing-Preisträger
- Jocelyne Troccaz, Informatikerin

### Professoren
- Louis Néel (1904–2000), Physiknobelpreisträger
- Brigitte Plateau (* 1954), Informatik
- Marie-Paule Cani (* 1965), Informatik